# He never married
He never married (en español: Él nunca se casó) es una frase que fue utilizada por los escritores de obituarios británicos como eufemismo para referirse a una persona difunta por haber sido homosexual. Su uso se ha fechado en la segunda mitad del siglo XX y se puede encontrar en formas codificadas y no codificadas, como cuando el sujeto nunca se casó pero no fue homosexual. Una frase similar es "Confirmed bachelor".

## Uso
La frase era un eufemismo básico de los escritores de obituarios utilizados para implicar que el sujeto fue homosexual. El sexo entre personas del mismo sexo fue ilegal hasta 1967, por lo que pocos hombres eran abiertamente homosexuales. Sin embargo, varias fuentes han comentado la ambigüedad de la frase. En 1999, James Fergusson, al escribir en Secrets of the Press sobre el lenguaje codificado de los obituarios que comparó con las pistas de un crucigrama críptico, comentó: "'Él nunca se casó' cierra un obituario con una finalidad paralizante" y genera la pregunta: '¿era o no un homosexual hiperactivo?'" 
En 2006, Nigel Rees fechó el uso de esta frase en la segunda mitad del siglo XX y señaló que no solamente se usaba sin ninguna implicación de homosexualidad, sino que también tenía el propósito de evitar el uso de la palabra "gay" para los sujetos que fueron abiertos sobre su homosexualidad pero que no les gustaba esa palabra. En 2007, Bridget Fowler notó que la frase se usó sin un doble significado en su libro The Obituary as Collective Memory.
Sin embargo, Rose Wild del diario The Times destacó que incluso cuando se usó en una forma aparentemente no codificada en obituarios históricos, la frase aún podría ser reveladora del tema; Wild puso como ejemplo el obituario de un maestro de escuela de 1923 que decía "nunca se casó", pero continuó diciendo que "por lo general pasaba sus vacaciones en una pequeña posada frecuentada por marineros en Falmouth". En 2017, Wild escribió en The Times que el uso de "Nunca se casó" comenzó a desaparecer a finales de la década de 1980, "pero no antes de que se volviera absurdo". Señaló su uso "inútil" en los obituarios del periódico de Robert Mapplethorpe (fallecido en 1989) y Danny La Rue (fallecido en 2009).
En 2016, Christian Barker de The Rake escribió: "Hasta hace muy poco, quienes escriben obituarios tenían la costumbre de concluir con el eufemismo 'Nunca se casó' para indicar sutilmente que el sujeto era gay", pero continuó conectando la frase con la misogamia en lugar de referirse a la homosexualidad, y afirmó que había muchos ejemplos de "'solteros confirmados' que simplemente se desprendían de los grilletes del matrimonio y optaban por permanecer solteros a lo largo de sus vidas, experimentando no menos éxito por ello".

## "Confirmed bachelor"
Una frase similar, "Confirmed bachelor" o soltero confirmado, fue utilizada en la segunda mitad del siglo XX por la revista satírica Private Eye, como uno de sus muchos eufemismos, memes y bromas internas. Sin embargo, Rose Wild informó en mayo de 2016 que solo pudo encontrar alrededor de una docena de ejemplos de "soltero confirmado" en los obituarios de The Times, algunos de los cuales no estaban codificados, lo que hizo preguntarse si la frase existía mucho más allá de la imaginación de los escritores de Private Eye.